# Styrian Panthers 2022
Questa voce raccoglie le informazioni riguardanti gli Styrian Panthers nelle competizioni ufficiali della stagione 2022.

## AFL - Division III 2022

### Stagione regolare
| 26 marzo 2022, ore 15:00 1ª giornata | Styrian Panthers | 0 – 35 (a tavolino) referto | Ebenfurth Mustangs |  |

| Klosterneuburg 9 aprile 2022, ore 16:00 2ª giornata | Klosterneuburg Broncos | 35 – 0 (a tavolino) referto | Styrian Panthers | Broncos Field |

| 16 aprile 2022, ore 15:00 3ª giornata | Styrian Panthers | 0 – 35 (a tavolino) referto | Vikings Division Team |  |

| Gloggnitz 8 maggio 2022, ore 15:00 5ª giornata | Black Valley Wild | 35 – 0 (a tavolino) referto | Styrian Panthers | ASK Payerbach-Schlöglmühl |

| 28 maggio 2022, ore 15:00 7ª giornata | Styrian Panthers | 0 – 35 (a tavolino) referto | Black Valley Wild |  |

| Vienna 11 giugno 2022, ore 18:00 8ª giornata | Vikings Division Team | 35 – 0 (a tavolino) referto | Styrian Panthers | Sportzentrum Ravelin |

| 18 giugno 2022, ore 15:00 9ª giornata | Styrian Panthers | 0 – 35 (a tavolino) referto | Klosterneuburg Broncos |  |

| Ebenfurth 3 luglio 2022, ore 15:00 10ª giornata | Ebenfurth Mustangs | 35 – 0 (a tavolino) referto | Styrian Panthers | Mustangs Ranch |

## Statistiche di squadra
| Competizione      | %Vittorie | In casa | In casa | In casa | In casa | In casa | In casa | In trasferta | In trasferta | In trasferta | In trasferta | In trasferta | In trasferta | Totale | Totale | Totale | Totale | Totale | Totale |
| Competizione      | %Vittorie | G       | V       | N       | P       | Pf      | Ps      | G            | V            | N            | P            | Pf           | Ps           | G      | V      | N      | P      | Pf     | Ps     |
| ----------------- | --------- | ------- | ------- | ------- | ------- | ------- | ------- | ------------ | ------------ | ------------ | ------------ | ------------ | ------------ | ------ | ------ | ------ | ------ | ------ | ------ |
| Stagione regolare | .000      | 4       | 0       | 0       | 4       | 0       | 140     | 4            | 0            | 0            | 4            | 0            | 140          | 8      | 0      | 0      | 8      | 0      | 280    |
| Totale            | .000      | 4       | 0       | 0       | 4       | 0       | 140     | 4            | 0            | 0            | 4            | 0            | 140          | 8      | 0      | 0      | 8      | 0      | 280    |